# Ariathisa pissonephra
Ariathisa pissonephra är en fjärilsart som beskrevs av Turner 1939. Ariathisa pissonephra ingår i släktet Ariathisa och familjen nattflyn. Inga underarter finns listade i Catalogue of Life.